# Club Esportiu Berga
El Club Esportiu Berga és un club de futbol català de la ciutat de Berga, al Berguedà.

## Història
El futbol entra a la ciutat de Berga a la dècada de 1910 gràcies a la bona situació econòmica de la comarca propiciada per un important sector tèxtil. L'any 1916 es disputà la Copa Queralt amb motiu de la celebració de la coronació de la Mare de Déu de Queralt que guanyà el Football Club Berga, primer club de la ciutat.
Posteriorment aparegueren clubs com la Penya Queralt, l'Atlètic Berguedà, el Centre Esports Berga o la Unió Esportiva Berguedana.
L'any 1947 nasqué el Club Esportiu Berga. La seva millor temporada la visqué el 1962-1963, quan disputà la tercera divisió. Des d'aleshores la màxima categoria que ha assolit ha estat la Territorial Preferent.
Pel que fa als terrenys de joc aquests foren el solar de les Estaselles, el de Can Pandola, el Camp del Matadero i l'actual Camp Municipal.

## Temporades
Fins a l'any 2011-12 el club ha militat 1 temporada a Tercera Divisió i 9 a Preferent Territorial.
- 1962-1963: 3a Divisió 13è